# Palosaari (ö i Finland, Södra Savolax, S:t Michel, lat 61,76, long 26,63)
Palosaari är en ö i Finland. Den ligger i sjön Puula och i sjön Puula och i kommunen Hirvensalmi i den ekonomiska regionen  S:t Michel och landskapet Södra Savolax, i den södra delen av landet, 200 km nordost om huvudstaden Helsingfors. Öns area är 3,4 hektar och dess största längd är 260 meter i öst-västlig riktning.